# Canal Morla Vicuña
El canal Morla Vicuña es uno de los canales patagónicos principales de la Patagonia chilena, es un canal colateral transversal. Está ubicado en la XII Región de Magallanes y de la Antártica Chilena. Es la continuación del seno Unión y forma parte del acceso marítimo a Puerto Natales, ciudad capital de la provincia de Última Esperanza. Este canal era navegado por el pueblo kawésqar desde hace unos 6.000 años hasta fines del siglo XX, pues habitaban en sus costas.
Su nombre es en homenaje a don Carlos Morla Vicuña, brillante diplomático, escritor y poeta chileno.

## Inicio y término
Su entrada occidental se ubica donde enfilan el cabo Grey y la punta Orellana de la península Vicuña Mackenna en 52°11′00″S 73°15′30″O / -52.18333, -73.25833 y termina en la entrada al canal Kirke donde se enfilan la punta Boca  de la isla Diego Portales y la punta Kirke Sur de la península Vicuña Mackenna en 52°05′30″S 73°05′40″O / -52.09167, -73.09444
Su largo es de aproximadamente 7 millas marinas y en su parte más angosta alcanza los 4 cables de ancho. Su dirección general es E-W

## Orografía
La ribera norte del canal corre,la mayor parte, por la costa de la cordillera Riesco, cordillera que tiene varios picos de alrededor 900 metros de altura y por el sur, por la costa de la península Vicuña Mackenna.

## Corrientes de marea
Las corrientes de marea se hacen sentir con mucha intensidad, especialmente en el extremo oriental del canal donde se producen remolinos y escarceos. 
Los vientos predominantes son del tercer y cuarto cuadrante, especialmente del SW y W. En verano el viento weste sopla con mayor fuerza.

## Señalización marítima
Existe una baliza reflectora de radar como ayuda a la navegación.  El canal es profundo y no presenta peligros para el navegante, excepto la corriente de su extremo oriental.